# Lluís Jaume Vallespir
Lluís Jaume Vallespir (San Juan, Mallorca, 17 de outubro de 1740 - San Diego, Califórnia, 5 de novembro de 1775) foi um religioso de Maiorca.

## Primeiros anos

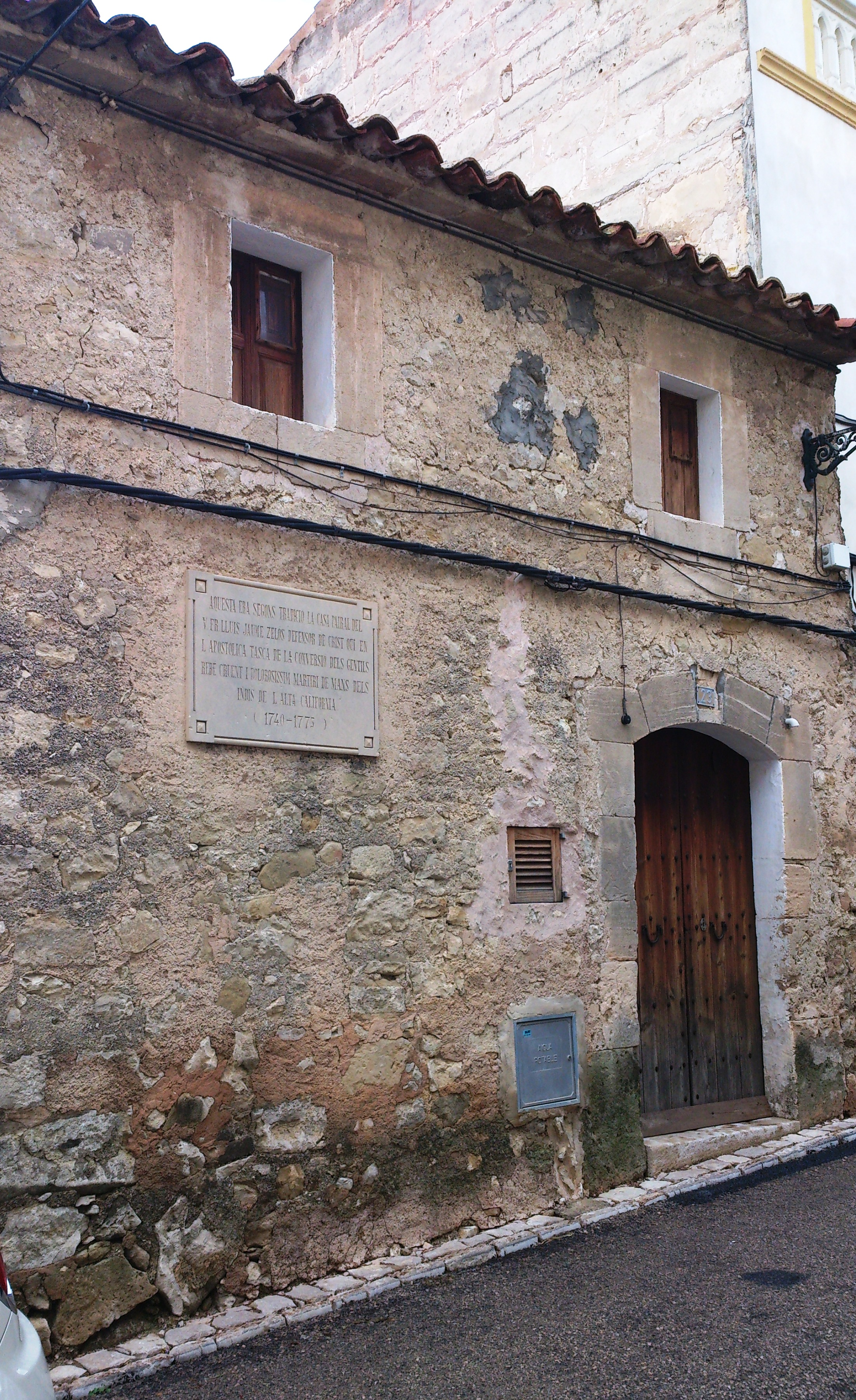
Casa natal de Luís Jaume, em Sant Joan

Nasceu em uma masía na fazenda de Son Baró, no município de San Juan, no 17 de outubro de 1740, com o nome de Melcion (Melchor) Jaume Vallespir. Era filho de dois camponeses: Melcion Jaume Morro, natural de Selva, e Margalida Vallespir Sabater, da parroquia de Santa Cruz, de Palma.  Recebeu sua primeira educação formal pelo pároco local de sua vila. Inscreveu-se no Convento de San Bernadino de Petra aos 15 anos, onde prosseguiu com seus estudos religiosos . Ingressou na Ordem dos Franciscanos no dia 27 de setembro de 1760, e fez voto solene no 29 de setembro de 1761.
Finalmente o 22 de dezembro de 1764 foi ordenado sacerdote após concluir seus estudos teológicos no Convento de San Francisco de Palma . Foi "Leitor de Filosofia" (professor) no Convento de San Francisco de 1765 a 1770. Ofereceu-se como missionário e embarcou em Palma o 5 de março de 1769 com destino ao Colégio Apostólico de San Fernando, no México, desejando colaborar na missão de cristianização dos indígenas da Alta Califórnia, iniciada por São Junípero Serra o 13 de abril de 1749. Os viajantes chegaram ao seu destino no início de 1770.

## Vida na América
A missão à que foi destinado foi a Missão de São Diego de Alcalá, em San Diego, Califórnia, Estados Unidos, cuja data de fundação foi em 16 de julho de 1769, por Junípero Serra. Em sua chegada, Lluís e os demais franciscanos, juntamente com o padre Serra, fizeram parte da expedição do militar Gaspar de Portolá e suas tropas, que exploravam a Bahia de San Diego. Os frades tentavam evangelizar aos habitantes locais enquanto os homens de Portolá seguiam avançando nos territórios da Alta Califórnia.
Esta caminhada, realizada a pé, causou muitas baixas, tanto no corpo militar como no grupo religioso.
Gaspar de Portolá seguiu para o norte e os religiosos instalaram-se finalmente em San Diego, onde começaram as tarefas de cristianização.
O frei Lluís Jaume começou a aprender o idioma dos indígenas, o que os espanhóis denominavam como "dieguino" (possivelmente kumeyaay) e e quando se tornou fluente na língua dos indígenas escreveu um catecismo na língua deles.
O frei Jaume foi um dos que, vendo a falta de recursos na área missionária, pediu para mudar de local. O novo assentamento estava localizado perto do atual território de Presidio Hill, em São Francisco. Lá, Jaume criou jardins em terrenos baldios para fornecer alimentos para a população e fundou grupos de catequistas e cantores de canto gregoriano.

## Morte
Na noite de 4 para 5 de novembro de 1775, cerca de 600 índios saquearam a capela e incendiaram os outros edifícios da missão. Frei Lluís, em vez de se refugiar com os outros frades, dirigiu-se a eles e cumprimentou-os dizendo: "Filhos, amem a Deus". Os índios despiram-no, atiraram-lhe cerca de 18 flechas e esmagaram-lhe o rosto com paus e pedras. Quando Frei Junípero Serra soube disso, exclamou: "Graças a Deus, essa terra já foi regada; Agora a redução dos dieguinos será alcançada."
Ao ser assassinado brutalmente, Frei Lluís Jaume é considerado o primeiro mártir católico da Alta Califórnia. É um das personagens religiosas mais populares e conhecidos das Ilhas Baleares.
Sua sepultura atual localiza-se na Igreja da Missão de San Diego de Alcalá, em San Diego.

## Reconhecimentos
No dia 6 de setembro de 1786, a Prefeitura de Palma proclamou-lhe filho ilustre da cidade. Quase dois séculos depois, a Prefeitura de San Juan proclamou-o filho predileto da cidade, em 1975. Uma placa comemorativa foi colocada na fachada de sua casa natal e uma escultura foi erguida em sua homenagem, obra de Tomás Vila, sobre o Centro Católico de San Juan, construído em 1922..